# 経済取引局
経済取引局（けいざいとりひききょく）は、中央官庁である公正取引委員会の内部部局の一つ。

## 概要
国の競争政策の企画及び立案を主な業務としている。

## 所掌事務
- 独占禁止政策に関する基本的事項の企画及び立案に関すること。
- 国会に対する意見の提出に関すること。
- 独占禁止政策に係る事業活動及び経済実態（独占的状態に係るものを含む。）の調査に関すること。
- 独占禁止法その他の法律の規定により公正取引委員会が行うこととされている認可、同意、協議及び処分の請求並びに届出、報告及び通知の受理に関すること（官房及び審査局の所掌に属するものを除く。）。
- 経済法令及びこれに基づく行政措置に関する独占禁止政策に係る関係行政機関との調整の総括に関すること。
- 不公正な取引方法の指定に関すること。
- 再販売価格に関する商品の指定に関すること。
- 下請代金支払遅延等防止法（昭和31年法律第120号）の施行に関すること。
- 小売商業調整特別措置法（昭和34年法律第155号）の規定による指示に関すること。
- 不当景品類及び不当表示防止法（昭和37年法律第134号）の規定による認定に関すること。

## 組織
- 経済取引局長
- 総務課
  - 企画室
  - 経済調査室
  - 企画官
- 調整課
- 企業結合課
  - 上席企業結合調査官
  - 企業結合調査官（30人以内）
- 取引部
  - 取引企画課
  - 企業取引課
  - 上席下請取引検査官